# 杨永强 (企业家)
杨永强（1980年—），中华人民共和国企业家。现任乐视网副总经理、CTO、乐视云计算有限公司董事长。

## 生平
2001年，担任北京因迪泰克公司开发工程师。2003年，担任长天科技集团增值业务事业部技术总监。2005年，加入乐视网，担任乐视网技术总监、副总经理，后担任CTO。乐视集团成立乐视云后，他担任乐视云计算有限公司董事长。